# Puste Stawy

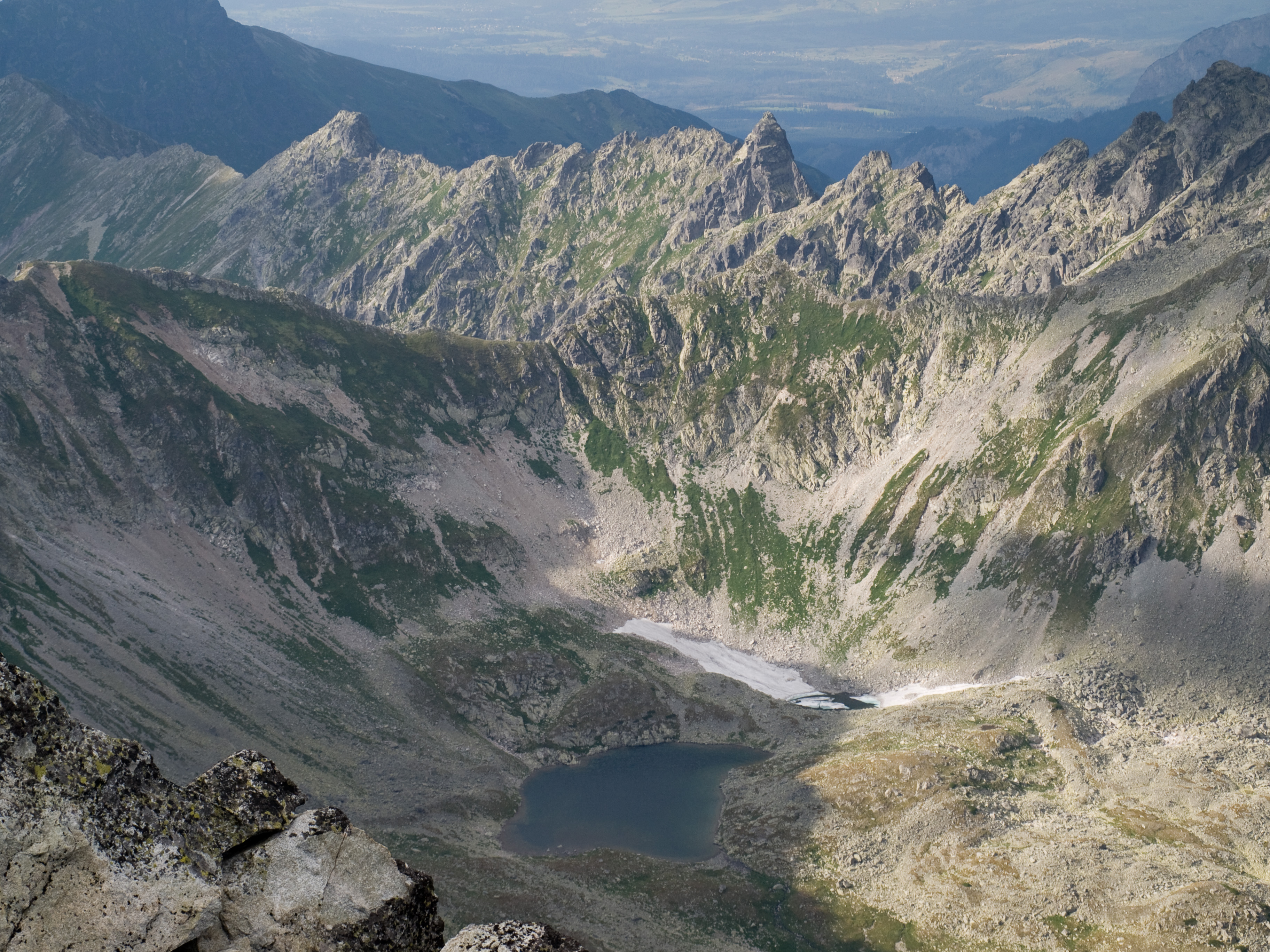
Pusty Staw i Mały Pusty Stawek

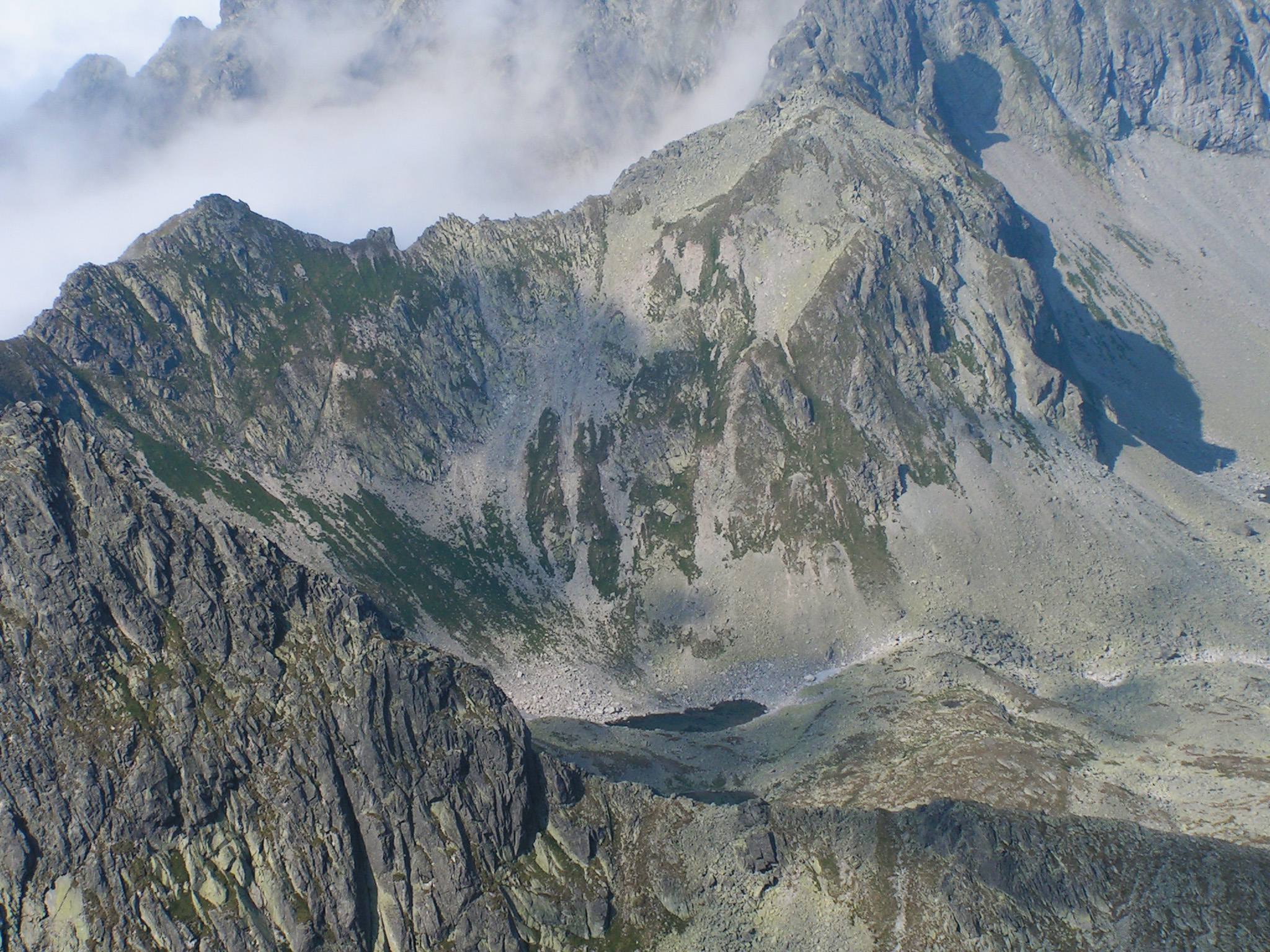
Mały Pusty Stawek

Puste Stawy (słow. Pusté plesá) – grupa trzech stawów znajdujących się w Dolinie Staroleśnej, w słowackiej części Tatr Wysokich. Leżą one w Pustej Kotlinie, u podnóża Świstowego Szczytu. Puste Stawy są częścią większej grupy tzw. Staroleśnych Stawów, które rozmieszczone są w całej Dolinie Staroleśnej.
W skład grupy Pustych Stawów wchodzą:
- Pusty Staw Staroleśny, największy o powierzchni 1,2 ha
- Mały Pusty Stawek, mniejszy o powierzchni 0,15 ha
- Puste Oko, dokładnie niepomierzone, okresowo wysychające.

Nazwa Pustych Stawów pochodzi od otoczenia, w jakim się znajdują. Leżą wśród piargów opadających z okolicznych obiektów. Od nazwy Pustych Stawów (dokładnie Pustego Stawu Staroleśnego) została utworzona nazwa Pustej Kotliny. Nie prowadzą do nich żadne szlaki turystyczne.